# Natendorf
Natendorf település Németországban, azon belül Alsó-Szászország tartományban. Lakosainak száma 706 fő (2023. december 31.).

## Népesség
A település népességének változása:
| Lakosok száma | 732  | 741  | 739  | 724  | 720  | 706  |
|               | 2016 | 2017 | 2019 | 2021 | 2022 | 2023 |